# Léonce Mossot
 (août 2025).
Motif : Insuffisance en matière de sources secondaires requises. Cf WP:CAA 
- Archive Wikiwix
- Bing
- Cairn
- DuckDuckGo
- E. Universalis
- Gallica
- Google
- G. Books
- G. News
- G. Scholar
- Persée
- Qwant
- (zh) Baidu
- (ru) Yandex
- (wd) trouver des œuvres sur Wikidata

| 1. | Préciser le motif de la pose du bandeau. | Précisez le motif de la pose du bandeau en utilisant la syntaxe suivante : {{admissibilité à vérifier\|date=août 2025\|motif=remplacez ce texte par le motif}}                     |
| 2. | Informer les utilisateurs concernés.     | Pensez à avertir le créateur de l'article, par exemple, en insérant le code ci-dessous sur sa page de discussion : {{subst:avertissement admissibilité à vérifier\|Léonce Mossot}} |

Léonce Edme Mossot, dit Léonce Mossot, né le 21 janvier 1861 à Cerisiers (Yonne) et mort le 16 juillet 1915 à Neuilly-sur-Marne (Seine-Saint-Denis), est un syndicaliste et homme politique français. 
Conseiller municipal du quartier de la Salpêtrière entre 1898 et 1912, il devient  successivement vice-président du Conseil municipal de Paris et du Conseil général de la Seine.

## Biographie

### Formation et débuts comme ouvrier
Né en 1861 à Cerisiers dans l'Yonne, Léonce Mossot grandit dans une famille aisé de convictions républicaines avec un arrière-grand père président de la municipalité et un père nommé maire par la gouvernement de la Défense nationale. 
Devenu très tôt ouvrier tonnelier à Joigny car ayant quitté l'école à 12 ans avec uniquement un certificat d'étude primaire et une récompense du concours cantonal, il complète par la suite son éducation. Arrivé à Paris, il devient tonnelier à la Halle aux vins vers 1878 puis s’établit comme négociant en 1889. Syndicaliste, il contribue à la réorganisation de la chambre syndicale des ouvriers du tonneau tout en menant une action au sein de plusieurs congrès ouvriers. Il est président du Patronage laïque de Jeunesse, administrateur de la Caisse des Ecoles, délégué cantonal et membre de la Commission scolaire du 13e arrondissement. 

### Entrée au Conseil municipal
Ayant refusé en 1890 de se présenter comme candidat, il soutient comme secrétaire du Comité républicain socialiste la candidature de Paul Bernard.  Décidant de se présenter lors des élections municipales de 1898 comme socialiste dans le quartier de la Salpêtrière pour remplacer Paul Bernard, il est soutenu par les nationalistes-rochefortistes du journal L'Intransigeant et par Paulin-Méry, député du 13e arrondissement,. Il est en revanche combattu par les socialistes de La Petite République le considérant comme un « traître au Parti révolutionnaire » tandis que La Lanterne le considère comme « nationaliste ». Élu face à ses concurrents, il entre au Conseil municipal et devient membre de la commission de la surveillance de l'école, du groupe des Droits de Paris, de la 3e commission concernant les travaux municipaux, de la commission du Travail et de celle du Métropolitain ainsi que secrétaire du comité du budget de la ville de Paris.   
En 1900, il se présente sur la liste de l'Union républicaine patriote, liste nationaliste antidreyfusarde soutenue par La Libre Parole de Édouard Drumont et par la Ligue de la patrie française. Réélu, il continue son activité au sein du Conseil municipal en faisant de nombreuses propositions et se présente à nouveau en 1904 lors des élections. Accusé par La France de Georges Thiébaud d'avoir  « approuvé les menées internationalistes, à la suite de l'apposition sur les murs de Paris d'affiches violemment antimilitaristes », par Le Soleil d'être « passé à l'ennemi » ou encore d'avoir « trahi la confiance des électeurs », il est alors considéré comme proche des radicaux-socialistes.  

## Sources
- Dictionnaire national des contemporains, Office général d'éd. de librairie et d'impr, Paris, p. 243